# ألميسي
ألميسي ( بالبيدمونتية : Almèis ) هي بلدية في مدينة تورينو الحضرية، في منطقة بيمنتة الإيطالية وتقع في وادي سوسا السفلي، على بعد حوالي 27 كيلومتر (17 ميل) إلى الغرب من تورينو.

## المدن التوأم – المدن الشقيقة
- Szczyrk, بولونيا

## روابط خارجية
- الموقع الرسمي